# Naemacyclus griseus
Naemacyclus griseus är en svampart som först beskrevs av Cooke & Ellis, och fick sitt nu gällande namn av Pier Andrea Saccardo 1889. Naemacyclus griseus ingår i släktet Naemacyclus, klassen Leotiomycetes, divisionen sporsäcksvampar och riket svampar.   Inga underarter finns listade i Catalogue of Life.